# Pál Pátzay

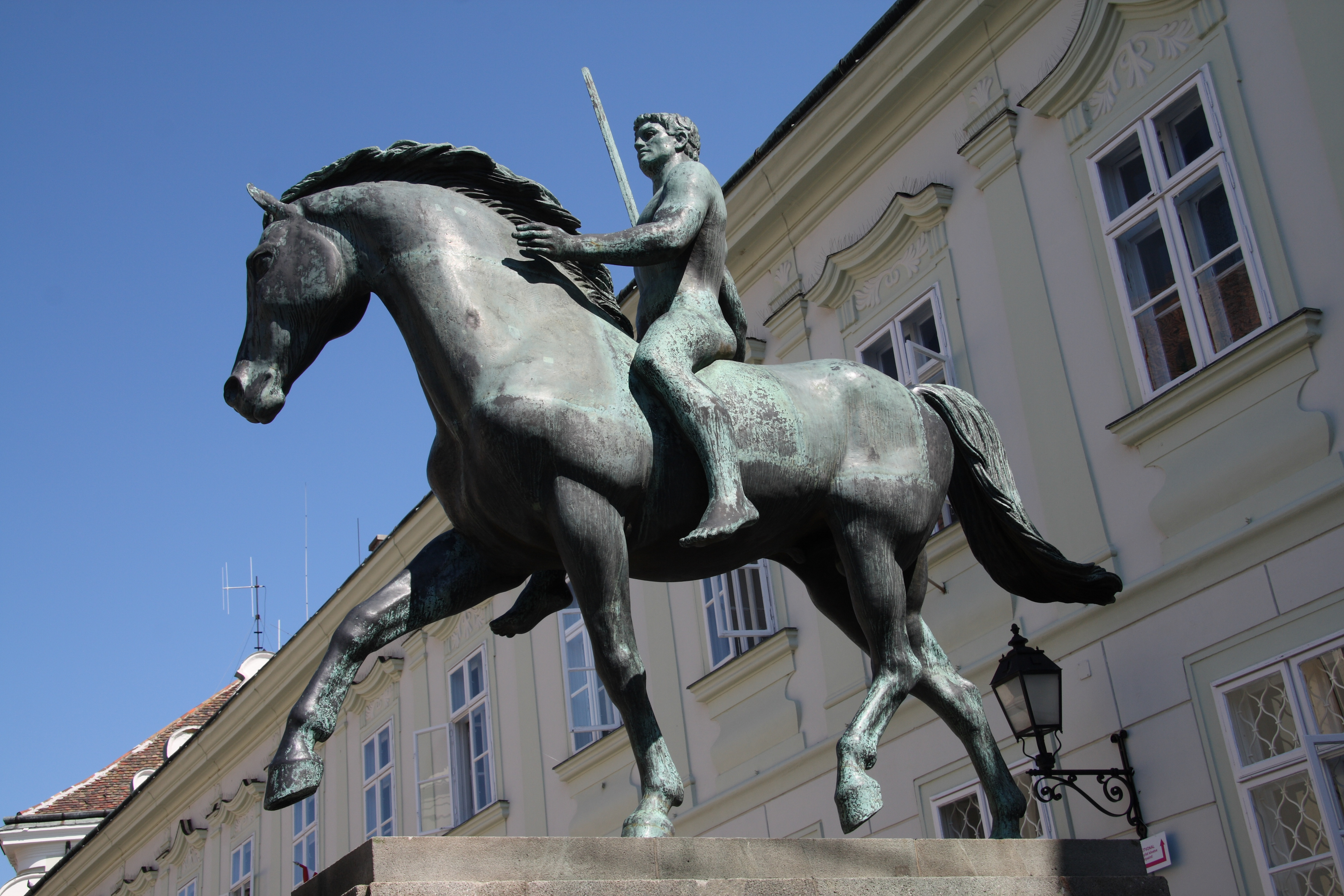
Denkmal des 10. Husarenregiments in Székesfehérvár zum 25. Jahrestag der Schlacht bei Limanowa-Lapanow (1939)

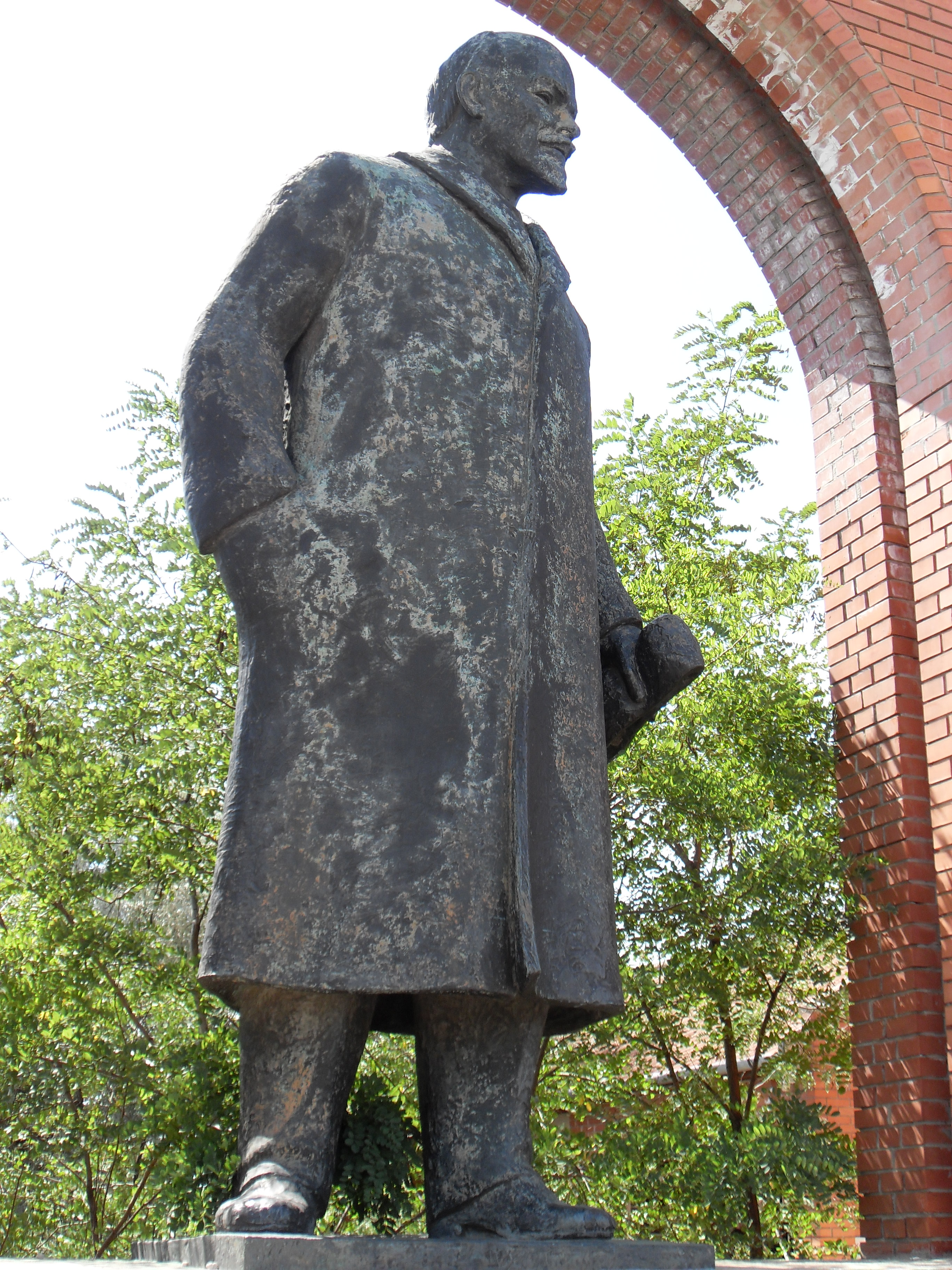
Lenin (1965). Abgestellt im Memento Park.

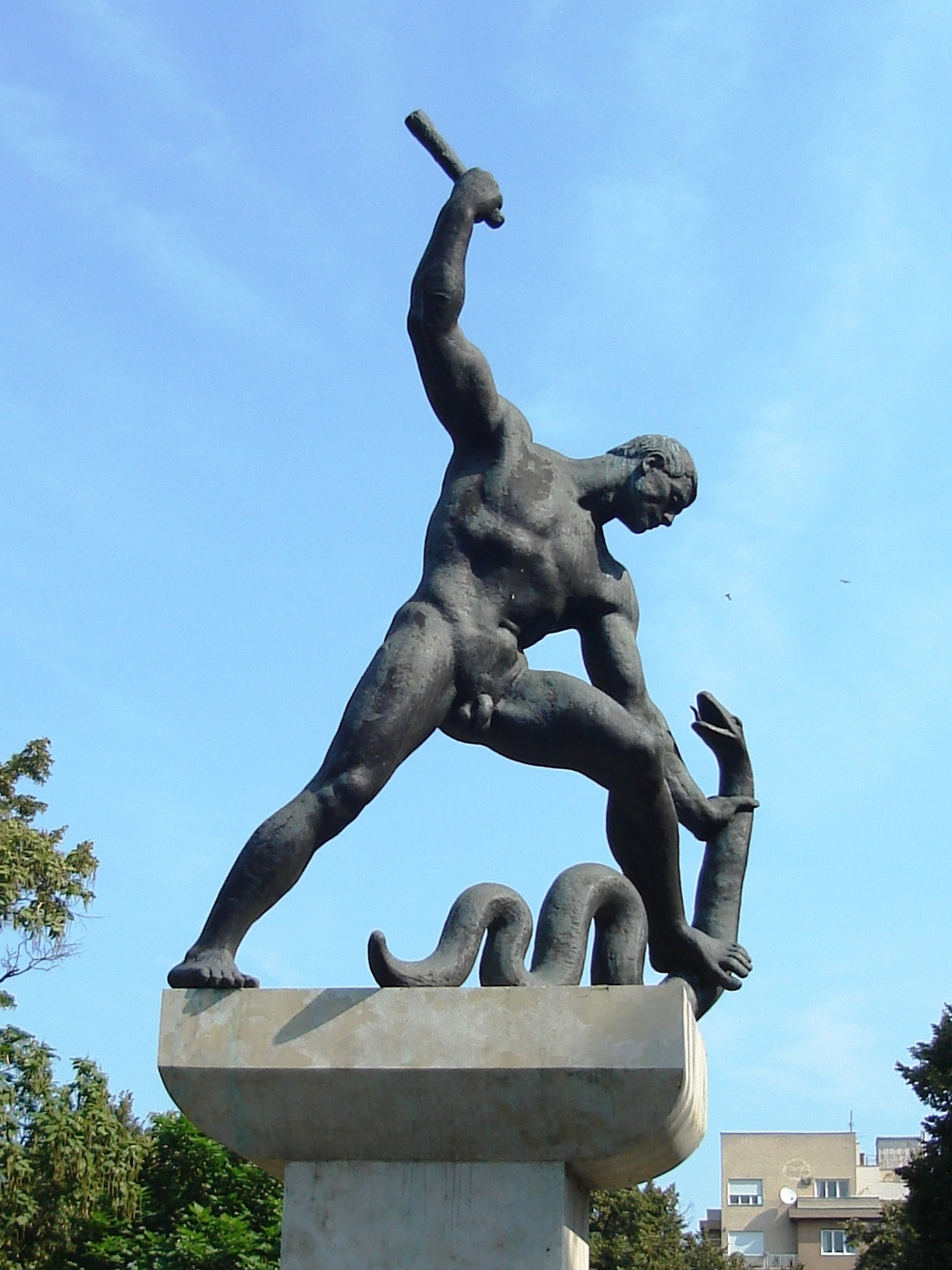
Raoul Wallenberg (1949, wiedererrichtet 1999). Szent István park, 13. Bezirk Budapest

Pál Pátzay (* 17. September 1896 in Kapuvár; † 14. September 1979 in Budapest) war ein ungarischer Bildhauer und Medailleur.

## Leben
Pátzay war in Budapest von 1910 bis 1912 Schüler von Béla Radnai an der Akademie für Bildende Künste. 1917 wurde er Mitglied der Künstlerbewegung Ma. Von 1919 bis 1922 engagierte er sich in der Ungarischen Räterepublik, wonach er aus Ungarn fliehen musste und sich eine Zeit lang in Paris aufhielt. Im vom Horthy-Regime autoritär geführten Ungarn passte sich Pátzay politisch an und erhielt öffentliche Aufträge, mit denen er das nationalistische Sentiment befriedigen sollte. Im März 1944 scheiterte sein Versuch, den Maler István Farkas vor der Deportation durch das Eichmann-Kommando nach Auschwitz zu bewahren.
Nach dem Zweiten Weltkrieg wurde Pátzay bei der Parlamentswahl 1945 ins ungarische Parlament gewählt, das allerdings bereits 1947 auf sowjetischen Druck hin aufgelöst wurde. Pátzay erhielt den Auftrag für ein Denkmal in Andenken an die Judenrettung durch Raoul Wallenberg, das aber 1949 kurz nach seiner Aufstellung in Budapest aus politischen Gründen abgetragen wurde und unter einer anderen Bezeichnung in die Provinz nach Debrecen verschwand.
Von 1945 bis 1975 war Pátzay in der Ungarischen Akademie der Bildenden Künste tätig, unter seinen Schülern waren Imre Varga, László Marton, Judit Kemény (1918–2009), Magda Gádor und Ilka Gedő. Pátzay war im kommunistischen Ungarn ein anerkannter Künstler, der öffentliche Aufträge erhielt und vielfach ausgezeichnet wurde. Pátzay erhielt 1952 den ungarischen Bildhauerpreis „Magyar Köztársaság Kiváló Művésze díj“ und zweimal, 1950 und 1965, den Kossuth-Preis, außerdem 1970 den Orden „Fahne der Volksrepublik Ungarn“.
Pátzays Lenin-Statue war 1965 auf dem Felvonulási Platz aufgestellt worden. Nach der politischen Wende 1989 wurde sie dort entfernt und wird seit 1993 im Memento Park zusammen mit anderen abgelegten Skulpturen der kommunistischen Ära gezeigt.
Pátzay war in erster Ehe mit der Psychoanalytikerin und Kinderpsychologin Lucy P. Liebermann (1899–1967) verheiratet. Sie gehörte zu den Gründungsmitgliedern der Ungarischen Psychoanalytischen Gesellschaft. Liebermann hatte zwar versucht, in die Vereinigten Staaten zu emigrieren, es war ihr aber nicht gelungen.
Seit 1945 war Pátzay mit Hertha Fuchs verheiratet, sie hatten einen Sohn János.
Pál Pátzay wurde 1998 postum zum Gerechten unter den Völkern ernannt.

## Schriften
- Der ungarische Maler Ödön v. Márffy : Ein moderner Maler, P. Gordon, Berlin 1929